# ویلیام روزنبرگ
ویلیام روزنبرگ (انگلیسی: William Rosenberg؛ ۱۰ ژوئن ۱۹۱۶ – ۲۲ سپتامبر ۲۰۰۲) کارآفرین، بازرگان و مدیر ارشد اجرایی آمریکایی بود، که در سال ۱۹۵۰ شرکت دانکن دوناتس را تأسیس نمود.